# Undressd
Undressd — шведський музичний дует, створений у 2018 році.
Їхній кавер на пісню гурту Alphaville, "Forever Young", посів 40-е місце в національному шведському чарті синглів.

## Історія
Гурт Undressd був створений у 2018 році продюсером Еріком Петтерссоном (співзасновником, власником лейбла та менеджером RadioAddict Music Group), разом з Еліною Майскяр, вокалісткою з Карлскруна, з амбіціями повернути до життя старі добрі часи.
Їхній перший сингл, кавер на пісню гурту Alphaville, «Forever Young», був випущений у травні 2019 року і посів 40 місце в національному шведському чарті Sverigetopplistan. Він залишався в топ-100 протягом п'ятнадцяти тижнів. 
У травні 2020 року вони випустили другий сингл, кавер на пісню співачки Сінді Лопер, «Girls Just Wanna Have Fun».
Вони також випускають шведські пісні під сценічним псевдонімом Under.

## Склад гурту
- Еліна Майскяр (Elina Mayskär "Ellie May")
- Ерік Петтерссон (Erik Pettersson)

## Дискографія
| Рік                                                                            | Назва                         | Пікові позиції в чартах ( Sverigetopplistan ) | Сертифікати ( кількість продажів ) |
| ------------------------------------------------------------------------------ | ----------------------------- | --------------------------------------------- | ---------------------------------- |
| 2019                                                                           | " Forever Young "             | 40                                            | Платиновий                         |
| 2020                                                                           | " Girls Just Wanna Have Fun " | —                                             | —                                  |
| «—» позначає сингл, який не потрапив у чарти або не був випущений у цій країні |                               |                                               |                                    |